# Lodijke
Lodijke was een dorp en heerlijkheid in Zuid-Beveland, in de Nederlandse provincie Zeeland. Door overstromingen in 1530 en 1532 verdween het dorp in de zee en sindsdien ligt het op de bodem van het Verdronken Land van Zuid-Beveland. De plek waar het dorp ooit lag, staat bekend als het Gat van Lodijke. Ook de vaargeul Lodijksche Gat herinnert nog aan het verdronken dorp.

## Etymologie
De naam Lodijke betekent 'dijk langs de loet', waarbij het woord loet staat voor kreek.

## Geschiedenis
De parochie Lodijke is waarschijnlijk begin 13e eeuw gesticht en behoorde toe aan het Utrechtse kapittel van Oudmunster. In 1240 werd melding gemaakt van een kerk in het nabijgelegen dorp Nieuwkerke: vermoedelijk is deze kerk gesticht vanuit Lodijke. De heerlijkheid Lodijke was in bezit van de heren van Reimerswaal en zij bouwden in de 13e eeuw hun kasteel Loonburg nabij het dorp Lodijke.
Jan zonder Genade wist op 1 januari 1301 Jan van Renesse en Floris van Borssele te verslaan nabij Lodijke.

### Ondergang
Op 5 november 1530 brak de dijk door tijdens de Sint-Felixsvloed, maar ambachtsheer Adriaan van Reimerswaal wilde het gat niet dichtmaken: hij hoopte dat het kolkende zeewater een natuurlijke haven voor hem zou uitschuren nabij zijn kasteel. Dit liep echter niet goed af: het gehele gebied overstroomde, inclusief het dorp en zijn kasteel. Desondanks werd Adriaan - die goede contacten had bij het bestuur te Brussel - hierna benoemd tot lid van de commissie die het dijkherstel ter hand zou nemen. Overigens zou hij in deze commissie niets uitrichten.
In de zomer van 1531 vonden alsnog herstelwerkzaamheden plaats aan het gat van Lodijke. Er werd in dat jaar ook een nieuwe dorpspastoor benoemd.
Bij de Allerheiligenvloed van 2 november 1532 brak de dijk echter nogmaals en gingen Lodijke en zijn kasteel voorgoed verloren. Voor Adriaans gelijknamige zoon was in 1542 nog slechts een ruïne van Loonburg overgebleven. De inkomsten voor de ambachtsheren uit de familie Van Reimerswaal waren door het landverlies drastisch afgenomen; vanuit het voormalige Lodijke ging het in 1552 nog slechts om geringe inkomsten uit de beweiding van de schorren.
De titel heer van Lodijke bleef na het verdwijnen van het dorp nog voortbestaan. Na de ambachtsheren uit de familie Van Reimerswaal waren er in de 17e en 18e eeuw onder andere Willem le Sage, Heer van Reimerswaal en Lodijke (1646-1721) en Johan Evertsen, Heer van Lodijke (1728-1778), de laatste mannelijke telg uit de familie Evertsen.

### Treurspel
Adriaan Loosjes schreef in 1808 het treurspel Ewoud van Lodijke of de ondergang der Zeeuwsche stad Romerswaal waarin hij de gebeurtenissen van 1530 heeft verwerkt. De opbrengsten van dit treurspel waren bestemd voor de slachtoffers van de watersnood van 1808.